# Шорж
Шорж (фр. Chorges, окс. Chorge) — коммуна во Франции, находится в регионе Прованс — Альпы — Лазурный Берег. Департамент коммуны — Верхние Альпы. Административный центр кантона Шорж. Округ коммуны — Гап.
Код INSEE коммуны — 05040.

## Климат
Климат средиземноморский. Зимы прохладные, часто бывают заморозки, лето тёплое.
Шорж не имеет своей метеостанции, ближайшая расположена в Эмбрёне.
| Показатель                    | Янв. | Фев. | Март | Апр. | Май  | Июнь | Июль | Авг. | Сен. | Окт. | Нояб. | Дек. | Год  |
| ----------------------------- | ---- | ---- | ---- | ---- | ---- | ---- | ---- | ---- | ---- | ---- | ----- | ---- | ---- |
| Средний суточный максимум, °C | 5,7  | 7,6  | 10,9 | 14,4 | 18,6 | 22,4 | 26,2 | 25,5 | 22,1 | 16,9 | 10,4  | 6,7  | 15,6 |
| Средняя температура, °C       | 1,2  | 2,7  | 5,5  | 8,7  | 12,7 | 16,2 | 19,3 | 18,8 | 15,9 | 11,4 | 5,6   | 2,4  | 10,0 |
| Средний суточный минимум, °C  | −3,2 | −2,1 | 0,1  | 3,1  | 6,7  | 9,9  | 12,4 | 12,1 | 9,7  | 5,8  | 0,9   | −1,9 | 4,4  |
| Источник: Infoclimat          |      |      |      |      |      |      |      |      |      |      |       |      |      |

## Население
Население коммуны на 2008 год составляло 2542 человека.
| 1962 | 1968 | 1975 | 1982 | 1990 | 1999 | 2008 |
| ---- | ---- | ---- | ---- | ---- | ---- | ---- |
| 1141 | 1173 | 1242 | 1391 | 1561 | 1882 | 2485 |

## Экономика
В 2007 году среди 1549 человек в трудоспособном возрасте (15—64 лет) 1143 были экономически активными, 406 — неактивными (показатель активности — 73,8 %, в 1999 году было 68,6 %). Из 1143 активных работали 1038 человек (551 мужчина и 487 женщин), безработных было 105 (34 мужчины и 71 женщина). Среди 406 неактивных 95 человек были учениками или студентами, 196 — пенсионерами, 115 были неактивными по другим причинам.

## Достопримечательности
- Приходская церковь Сен-Виктор, построена монахами в 1191—1194 годах.
- Фонтан из розового мрамора, построенный после пожара 9 сентября 1850 года.
- Городские ворота Сушон.
- Стела перед церковью с латинской надписью, содержащей имя Нерона.
- Руины замка (разрушен во время революции).
- Виадук Шантелуб[фр.].

## Фотогалерея

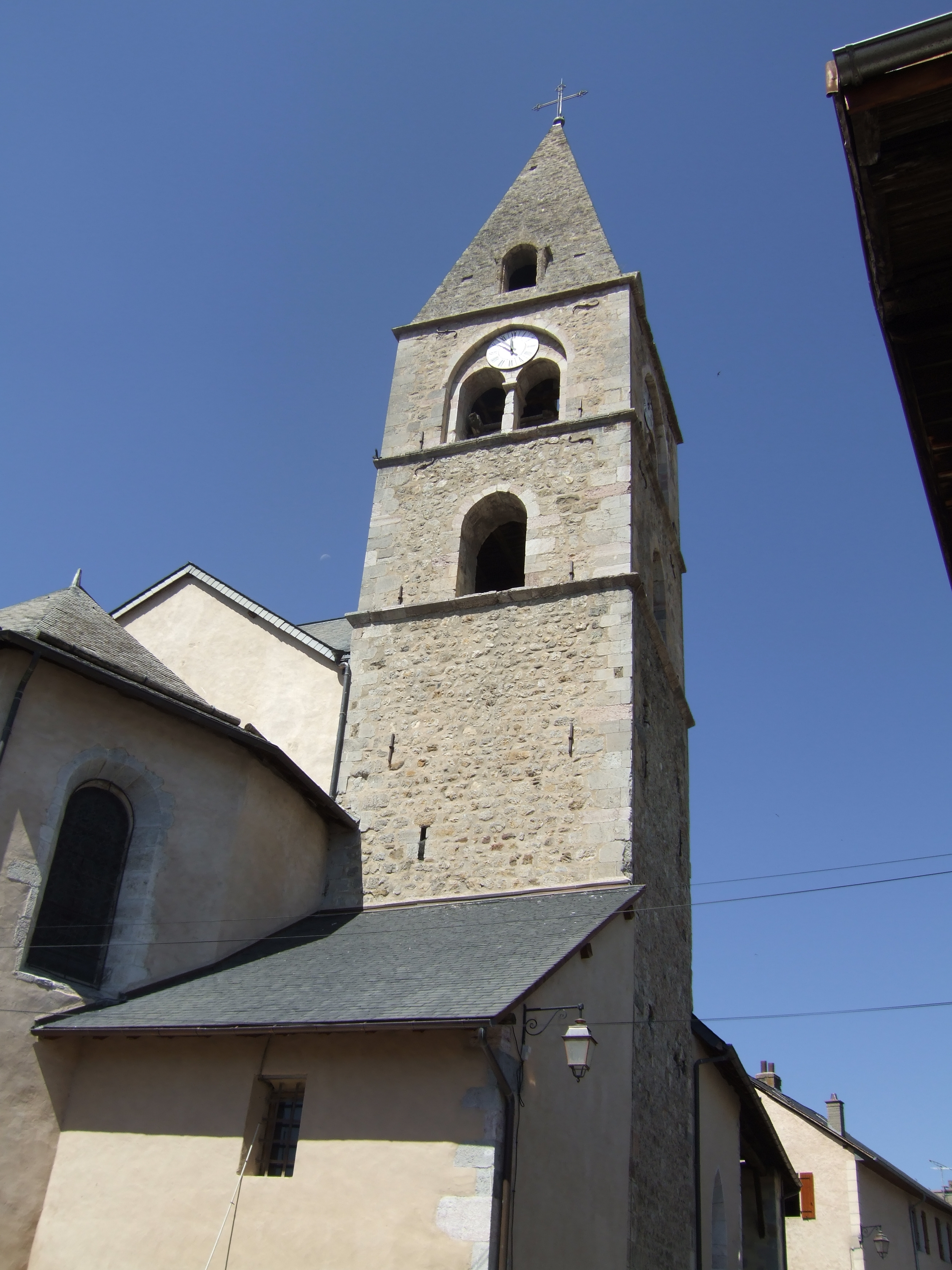
Церковь Сен-Виктор
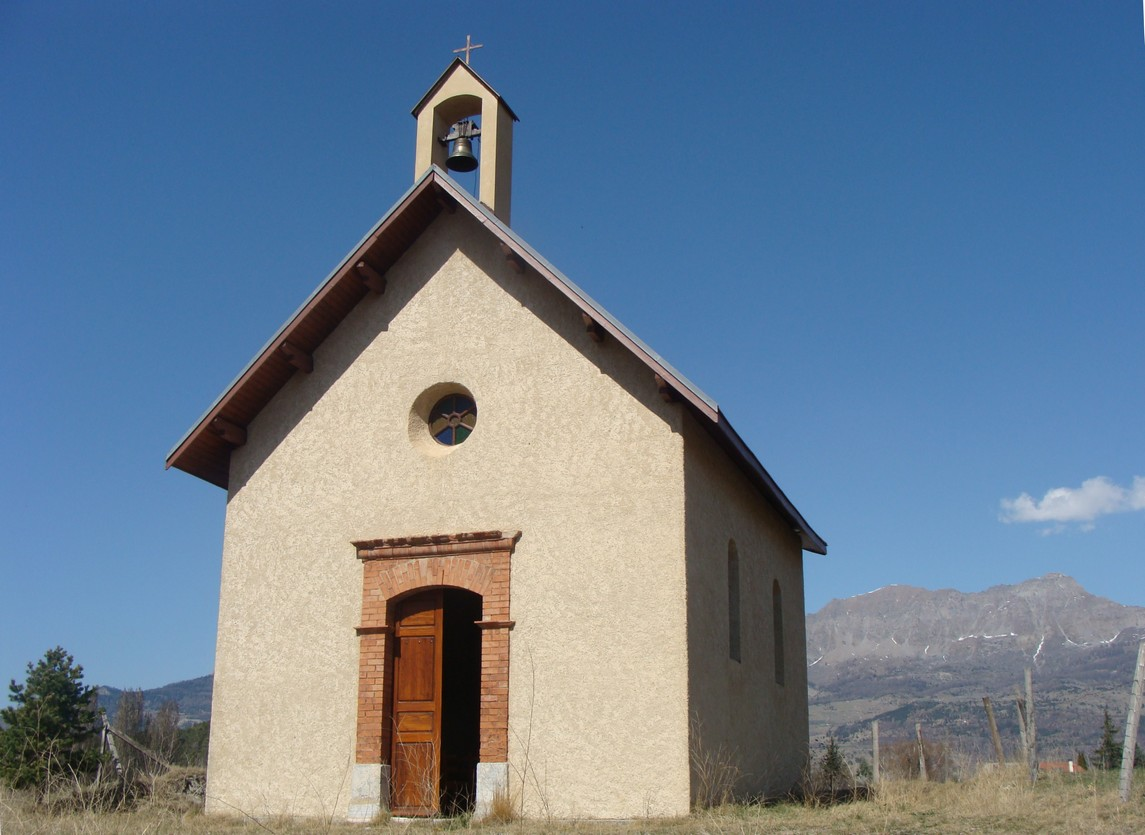
Часовня Шоссен
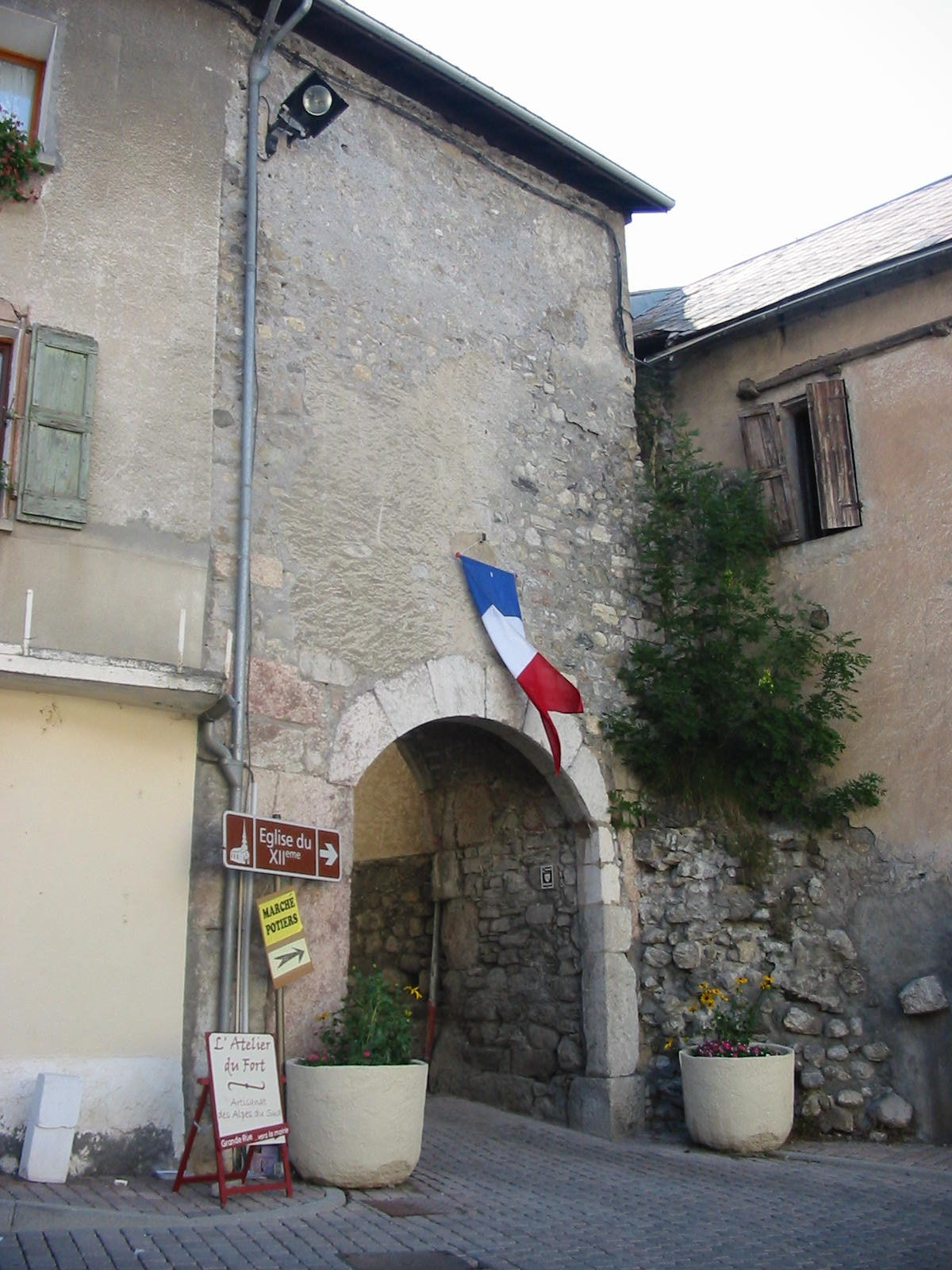
Городские ворота Сушон
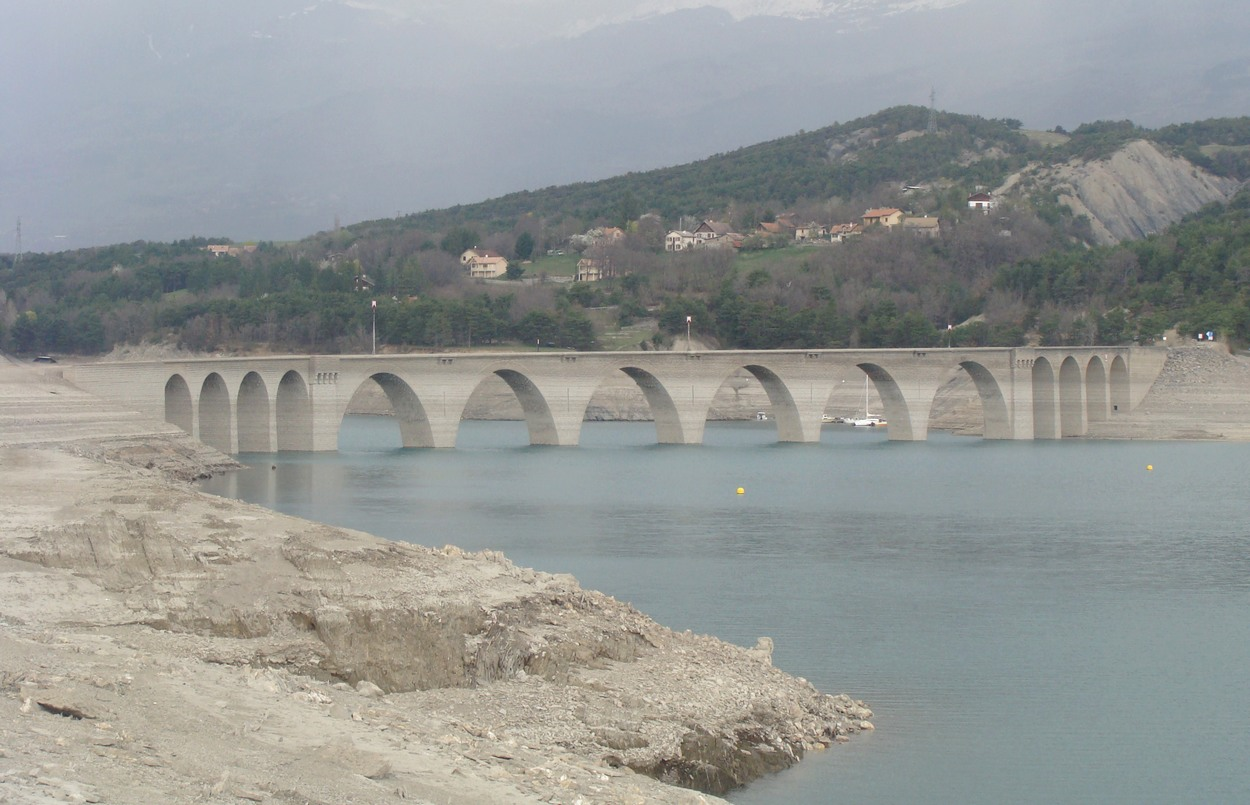
Виадук Шантелуб